# Mitt samvet' ur sin långa dvala
Mitt samvet' ur sin långa dvala är en psalm med text skriven av Balthasar Münter, som översattes till svenska av Johan Olof Wallin.

## Publicerad i
- 1819 års psalmbok som nr 169 under rubriken "Nådens ordning".[1]